# Agnes Giebel
Agnes Giebel-Reichert (Heerlen, 10 augustus 1921 – Keulen, 24 april 2017) was een Duits zangeres. Haar stembereik was sopraan. Ze werd bekend als lied- en oratoriumzangeres en zong voor zover bekend nooit in opera's. In 2002 werd ze onderscheiden met de Orde van Verdienste van de Bondsrepubliek Duitsland.

## Persoonlijk
Agnes Giebel was een dochter van automonteur Alfred Karl Anton Reichert en Agnes Josephina Schmitz. Ze huwde rond 1940 met Hans Giebel, nam zijn naam aan en wijzigde die niet meer, ook niet na haar tweede huwelijk met Herbert Kanders. Dochter Kristina Kanders is kunstschilderes en drummer. Een kleindochter via een andere tak, Julia Giebel, is coloratuursopraan. Giebel is op 10 mei 2017 begraven op het Melaten-Friedhof in Keulen onder een grafsteen met de vermelding Gesangliebe.

## Loopbaan
In 1925 vertrok het gezin naar Essen. Zij verbleef daar tot in de jaren vijftig. Ze was voorbestemd om in de handel te gaan werken, maar de leider van het plaatselijk kinderkoor merkte haar zangkwaliteiten op, toen zij op een liederavond werken van Strauss en Reger zong. Haar ouders zagen een zangcarrière niet zitten, maar zij zette door en kon studeren aan de Folkwang Universität bij Hilde Wesselmann.
Vanaf 1947 was ze op de concertpodia te vinden. In 1950 contracteerde de omroep RIAS haar voor een serie met cantates van Bach. Zij zong ook met het Thomanerchor en het Gewandhausorchester van Leipzig. Giebel legde zich toe op geestelijke werken, met name die van Bach. Bij liederen werkte ze vaak samen met de pianist Sebastian Peschko. Ze zong onder leiding van de dirigenten Karl Richter, Theodor Egel, Eugen Jochum, Wolfgang Sawallisch, Sergiu Celibidache, Otto Klemperer en anderen. De BBC maakte in 1964 een documentaire over haar samenwerking met Klemperer tijdens de opnamen van de Symfonie nr. 9 van Beethoven. Zij trad op tot op hoge leeftijd. Officieel stopte ze in 1989, maar ze zong nog tijdens een muziekfestival in het Duitse Soest op 1 september 2001.
Al die jaren gaf ze ook zangles. Ze zat ook soms in de jury van de Alois-Kottmann-Preis. Haar stem is via talloze plaatopnamen vastgelegd. In Nederland zong ze met Gerard Hengeveld achter de piano en zong ze met het Radio Kamerorkest, het Residentieorkest en het Concertgebouworkest (onder andere diezelfde Negende van Beethoven met Klemperer in 1964).
- Bibsys: 4093637
- Bibliothèque nationale de France: cb13894451s (data)
- CiNii: DA09845933
- Gemeinsame Normdatei: 128842393
- International Standard Name Identifier: 0000 0001 1463 3667
- Library of Congress Control Number: n82150559
- Nationale Bibliotheek van Letland: 000270610
- MusicBrainz: 4da290fd-e063-497d-8fb3-55665c9ac4fd
- Nationale Bibliotheek van Tsjechië: xx0170870
- Nationale Bibliotheek van Israël: 987007444727105171
- Nationale Bibliotheek van Polen: a0000001713628
- Nederlandse Thesaurus van Auteursnamen: 104111429
- SNAC: w6ht38zr
- Système universitaire de documentation: 084288507
- Virtual International Authority File: 114919703
- WorldCat: E39PBJvXcMcK8qwxF7QW6V7yh3